# ها تشانغ-دوك
ها تشانغ-دوك (من مواليد 5 فبراير 1982) هو مبارز بالسلاح من كوريا الجنوبية.
شارك في دورة الألعاب الآسيوية 2006 في الدوحة بقطر.

## روابط خارجية
- ها تشانغ-دوك على موقع أوليمبيديا (الإنجليزية)